# Dogic
El Dogic es un rompecabezas de forma icosaédrica similar al Cubo de Rubik. Existen cinco formas de Dogic según cuántos colores tenga 20, 12, 10, 5 o 2 colores distintos. Se pueden girar los 5 triángulos que se encuentran en cada vértice o bien las 5 caras en cada vértice.

## Historia
El Dogic fue patentado por Zoltan y Robert Vecsei en Hungría el 20 de octubre de 1993. La patente fue concedida 28 de julio de 1998. Fue originalmente vendido por VECSO en dos variantes bajo los nombres de Dogic 1 y Dogic 2, pero solo fue producido en cantidades muy inferiores a la demanda; así que por mucho tiempo solo fue posible conseguirlo a través de terceros. 
Sin embargo en 2004, Uwe Mèffert adquirió los moldes del fabricante original a petición de los fanáticos de los rompecabezas y los coleccionistas en todo el mundo. Meffert produjo pronto una nueva entrega de Dogics que fueron lanzados en enero de 2005,ahora mismo Mefferts(la tienda de meffert) ya no vende Dogics y han adquirido un gran valor.

## Descripción
El diseño básico del Dogic es un icosaedro cortado en 60 piezas triangulares alrededor de sus 12 vértices y 20 caras centrales. Las 80 piezas se pueden mover con respecto a otra. También hay cierto número de piezas que se mueven en el interior del rompecabezas, las cuales son necesarias para mantenerlo armado cuando las piezas giran. Existen dos clases de movimientos distintos: el que hace girar los cinco triángulos alrededor de un vértice, y el giro profundo que gira 5 caras completas incluyendo los triángulos del vértice. El giro superficial mueve los triángulos entre caras pero los mantiene sobre el mismo vértice, el giro profundo mueve los triángulos entre 5 vértices pero los mantiene en las mismas caras. Cada triángulo tiene un color propio, mientras que los centros de las caras pueden tener hasta 3 colores dependiendo de como esté coloreado el Dogic.
Los Dogics que vende Meffert actualmente vienen en cuatro variedades: la versión de 12 colores vendida originalmente bajo el nombre de "Dogic", la versión de 20 colores vendida originalmente bajo el nombre de Dogic 2, una nueva versión de 5 colores, y una versión sencilla en blanco y negro. Estas variedades difieren sólo en la forma en que están coloreadas. La versión de 12 colores tiene 3 colores por cada centro de cara, y en su estado resuelto tiene cinco triángulos de igual color en cada vértice. Las otras versiones tienen un solo color por cada centro de cara y en su estado resuelto los triángulos coinciden con los centros de las caras en lugar de con los vértices.

## Soluciones
Las soluciones para las distintas formas de Dogic son diferentes:
El Dogic de 12 colores es la versión más difícil, donde los centros de las caras deben acomodados de tal manera que coincidan con los centros de las caras adyacentes. Los triángulos deben luego coincidir con los colores correspondientes de los centros de las caras. los centros de las caras son matemáticamente equivalentes a los vértices del Megaminx, y por lo tanto se pueden usar los mismos algoritmos para resolverlos. Los triángulos son relativamente más fáciles de resolver una vez que los centros están colocados correctamente ya que dos de los triángulos de cada vértice son del mismo color y pueden ser intercambiados.
El Dogic de 10 colores es ligeramente menos difícil, ya que no existe ningún estado "oficial" para la solución: las caras de los centros pueden colocarse en un orden arbitrario y el resultado será igualmente "resuelto". Sin embargo, puede ser deseable colocarlos en un arreglo estéticamente agradable, como por ejemplo poner juntas las caras de un mismo color, tal como se muestra en la primera imagen. Los triángulos son ligeramente más difíciles de resolver que en el Dogic de 12 colores, debido a que los triángulos adyacentes son de diferentes colores, y por lo tanto no pueden ser intercambiados.
Los Dogics de cinco y dos colores son incluso más sencillos, ya que existe un número grande de piezas idénticas. Estas versiones más simples son buenas para aquellos que no están listos para resolver los Dogics más difíciles.

## Número de Combinaciones
El Dogic tiene un total de: 3.456.363.463.466.346.346.346.000 combinaciones.